# 阿爾塔克夏一世 (伊比利亞)
阿爾塔克夏一世（格鲁吉亚语：არშაკ I，？~前81年）是伊比利亞王國国王（前93年~前81年在位）。屬於阿爾塔克夏王朝的成員。
阿爾塔克夏一世是亚美尼亚国王阿尔塔瓦兹德一世之子，在伊比利亚国王法尔纳乔姆被杀之后登上王位。为巩固地位，他与前王朝的一位公主（东伊比利亚国王米利安一世之女）结婚。
在阿爾塔克夏一世统治时期伊比利亚变成了亚美尼亚的一个附庸国，并且被科爾喀斯地区的希腊城邦夺走了东部的一些土地。

## 资料来源
- R. F. Tapsell, Monarchs Rulers Dynasties and Kindgdoms of the World, ISBN 0-500-27337-5